# Dorfkirche Semlin

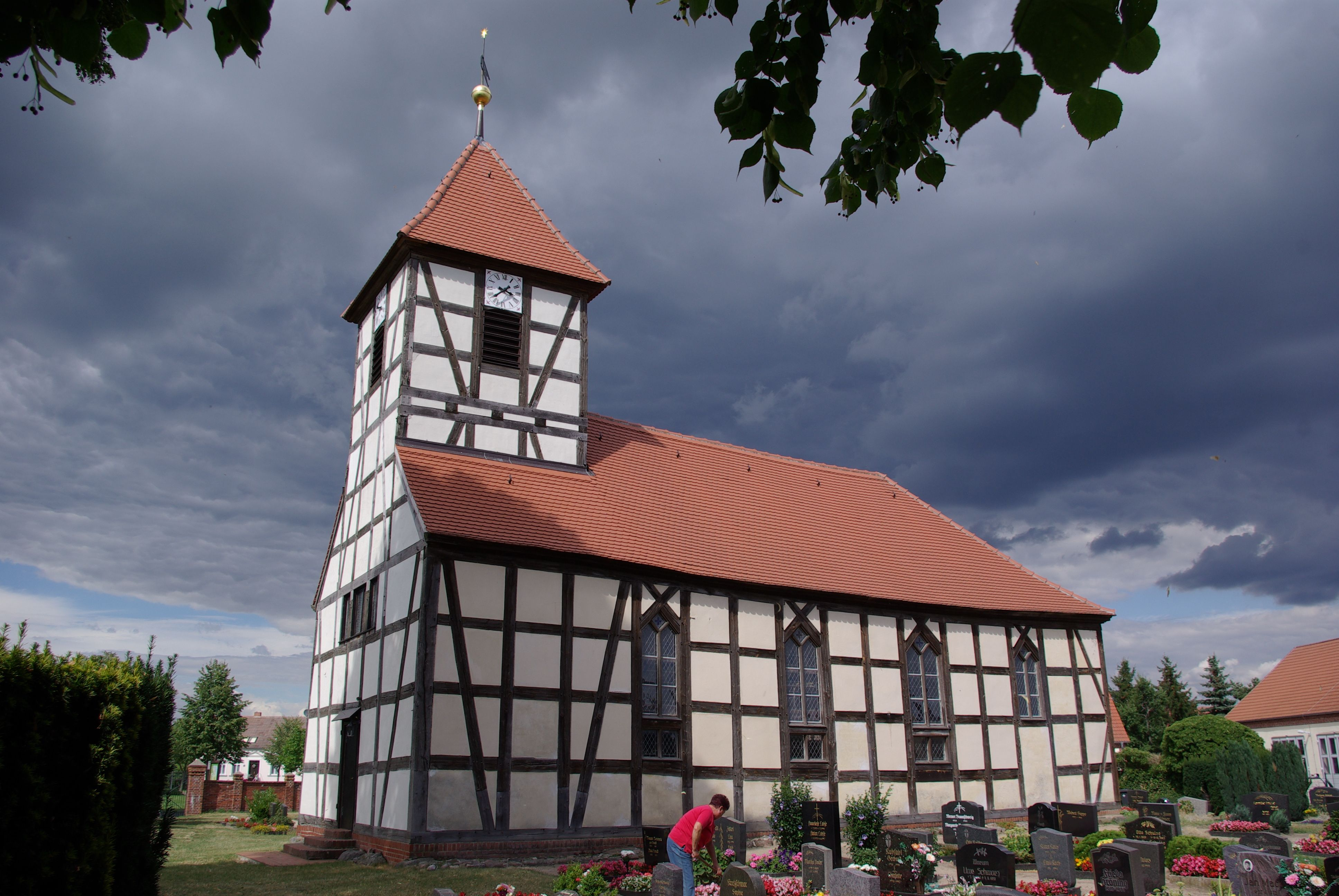
Dorfkirche in Semlin

Die evangelische Dorfkirche Semlin ist eine Saalkirche in Semlin, einem Ortsteil der Stadt Rathenow im brandenburgischen Landkreis Havelland. Die Kirchengemeinde gehört dem Pfarrsprengel Rathenow im Kirchenkreis Nauen-Rathenow der Evangelischen Kirche Berlin-Brandenburg-schlesische Oberlausitz an. Das Gebäude steht unter Denkmalschutz.

## Baubeschreibung
Die Kirche steht östlich der Dorfstraße im Semliner Ortskern. Das Kirchengebäude wurde zwischen 1730 und 1732 erbaut und besteht aus verputztem Ziegelfachwerk. Es handelt sich um einen rechteckigen Saalbau mit einem eingezogenen Westturm, der mit einem Zeltdach abschließt. Im Jahr 1893 wurde die Kirche umfassend renoviert und erweitert. Im Osten wurde ein Altarraum angebaut; zudem wurden die Fenster verändert. Die Orgel, die von Friedrich Hermann Lütkemüller gefertigt wurde, die Kanzel und der Altar stammen aus demselben Jahr. Im Ersten Weltkrieg wurden die Pfeifen der Orgel eingeschmolzen und erst 1928 ersetzt. Seit den 1960er-Jahren war die Orgel jedoch unspielbar. Ab Mitte der 1980er-Jahre wurde die Kirche saniert. Die Hufeisenempore wurde repariert und trägt nun die wieder instandgesetzte Orgel, die im Juli 1999 mit einem Konzert neuerlich eingeweiht wurde. Im Turm befindet sich eine Bronzeglocke aus dem 15. Jahrhundert.